# Fabio Casartelli
Fabio Casartelli, född den 16 augusti 1970 i Como, Italien, död 18 juli 1995 i Tarbes, Frankrike, var en italiensk tävlingscyklist som tog OS-guld i linjeloppet vid olympiska sommarspelen 1992 i Barcelona. Casartelli avled efter en krasch på den 15:e etappen av Tour de France 1995.